# Locomotiva DB 151
La locomotiva 151 della Deutsche Bundesbahn, poi della Deutsche Bahn, è una serie di locomotive elettriche costruita a partire dal 1972 per il traino di convogli merci pesanti.

## Storia
Alla fine degli anni sessanta del XX secolo, l'aumento della composizione dei treni merci sulla rete della Deutsche Bundesbahn stava rendendo obsolete le locomotive del gruppo 150, all'epoca ancora in costruzione. Pertanto la DB si rivolse alle industrie ferroviarie nazionali per concepire un nuovo modello di locomotiva, di maggiore potenza.
Nel 1972 venne consegnata la prima unità, numerata 151 001, costruita dalla Lokomotiv- und Waggonbaufabrik Krupp con parte elettrica AEG, a cui seguirono altri 11 prototipi. Alla costruzione delle unità di serie parteciparono anche la Henschel e la Krauss-Maffei, e per la parte elettrica BBC e Siemens.
Le locomotive furono destinate al servizio merci pesante, ma anche al traino di convogli passeggeri sulle linee più acclivi, come la Frankenwaldbahn o le linee intorno a Stoccarda. Attualmente sono utilizzate dalle società di trasporto merci del gruppo Deutsche Bahn, e vengono utilizzate anche sulla rete austriaca delle ÖBB.

## Livree
In origine, le prime unità del gruppo 151 rivestivano la livrea in verde triossido di dicromo (Chromoxidgrün), mentre le unità successive vennero consegnate nella nuova livrea in blu oceano e beige (Ozeanblau-Beige). Successivamente venne introdotta la livrea in rosso orientale (Orientrot), e infine quella in rosso trasporti (Verkehrsrot).